# Käthe-Kollwitz-Gymnasium München

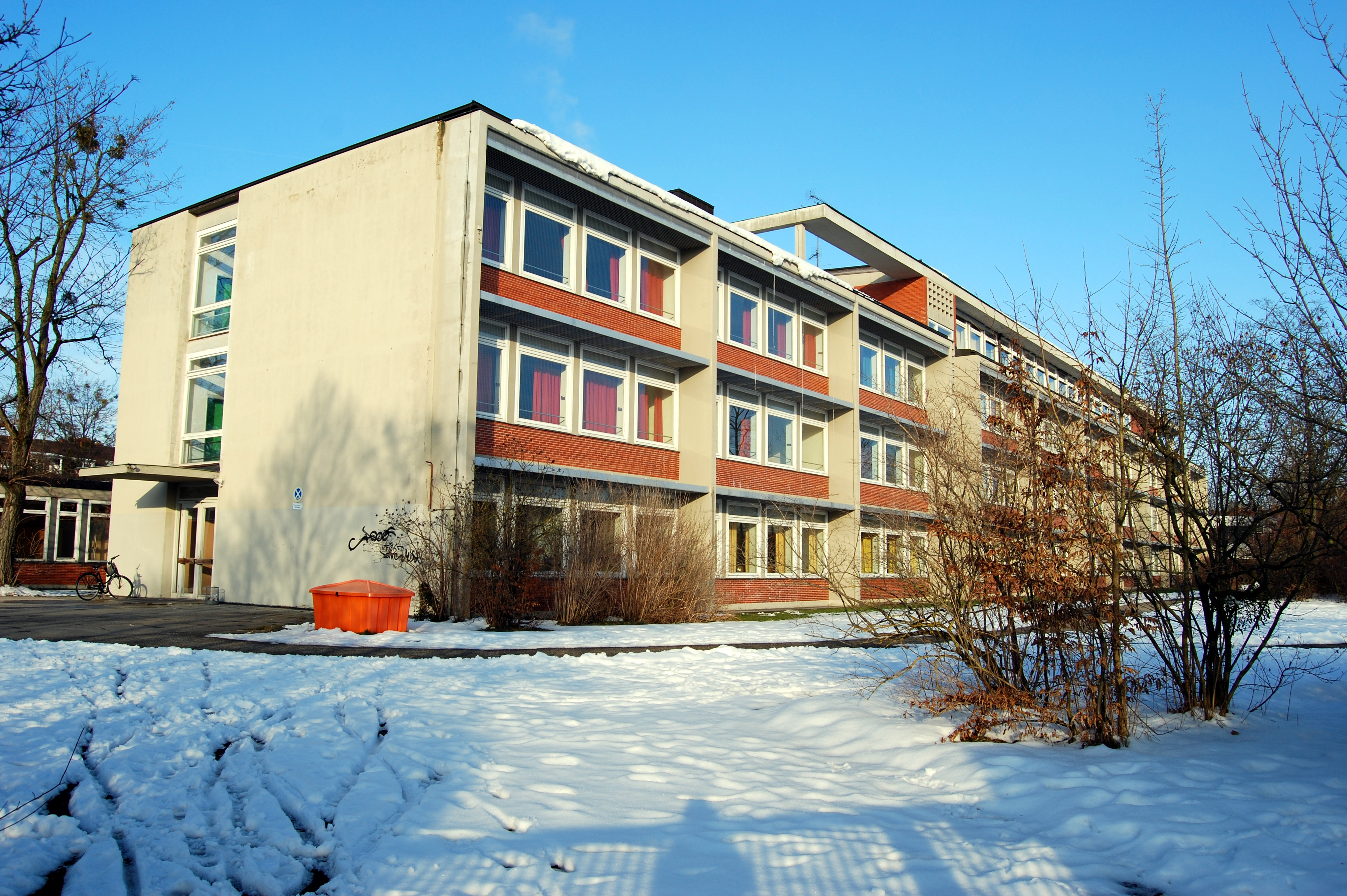
Gebäude des Käthe-Kollwitz-Gymnasiums

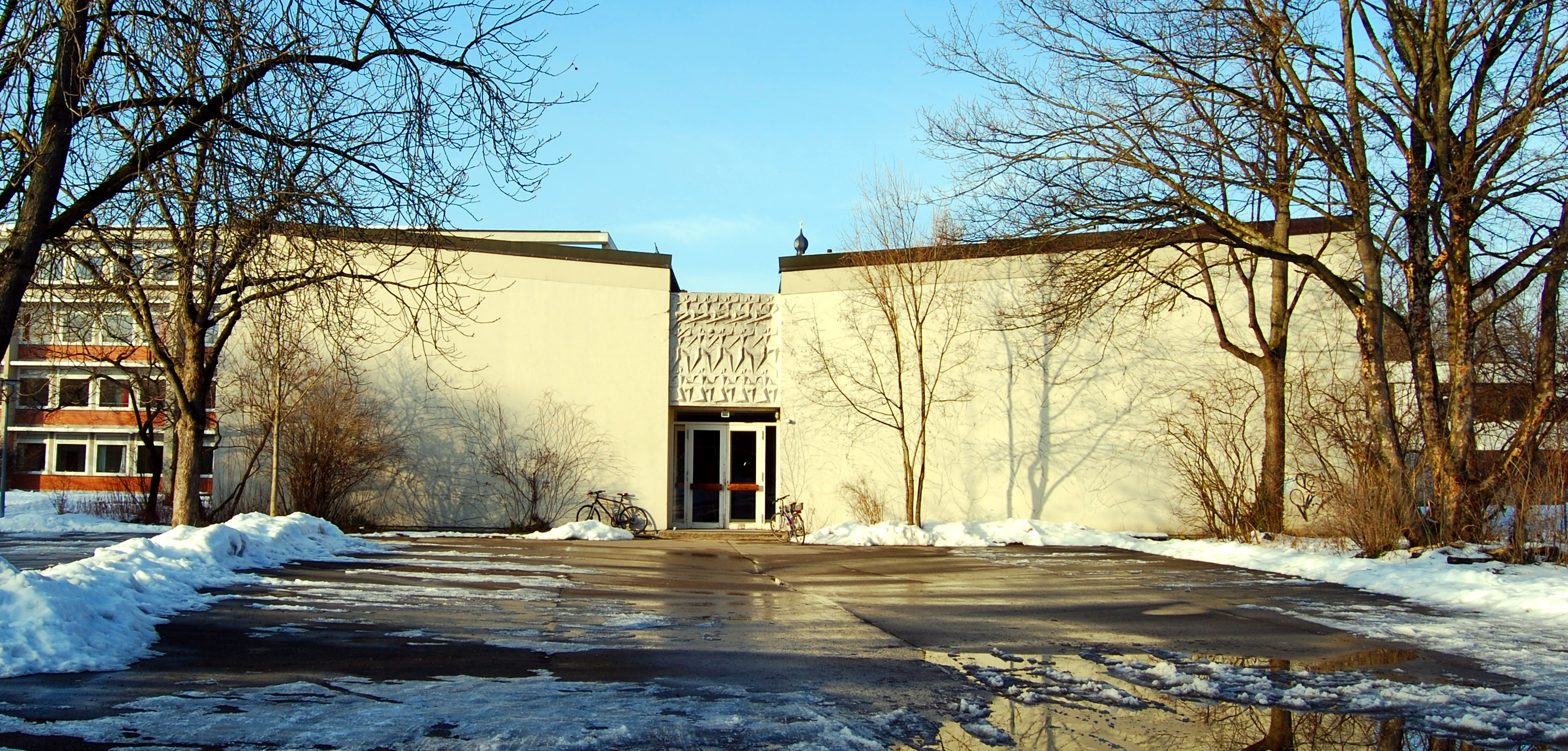
Alte Sporthallen der Schule

Das Städtische Käthe-Kollwitz-Gymnasium (KKG) ist ein neusprachliches und naturwissenschaftlich-technologisches Gymnasium in der bayerischen Landeshauptstadt München.

## Lage
Das KKG befindet sich seit den 1960er Jahren in der Nibelungenstraße 51a im Münchner Stadtbezirk Neuhausen-Nymphenburg, in der Nähe von Romanplatz und Steubenplatz.

## Geschichte
Das KKG wurde 1967 als Ableger des Louise-Schroeder-Gymnasiums am gleichen Standort mit einem sozialwissenschaftlichen Schwerpunkt eröffnet. Benannt ist es nach der Künstlerin Käthe Kollwitz. 
1970  wurde als Folge des deutsch-französischen Freundschaftsvertrags ein Französisch-Intensivzug eingeführt, der bis 2013 ab der 5. Klasse einen zweisprachigen Unterricht anbot. Bis zum Schuljahr 1970/71 war das Käthe-Kollwitz-Gymnasium eine reine Mädchenschule. Ab 1976 durften keine sozialwissenschaftlichen Klassen mehr gebildet werden, dafür wurde die alte Oberstufe durch die Kollegstufe mit Kurssystem abgelöst. Ab dem Schuljahr 1983/84 zog die ursprüngliche "Mutterschule" – das Louise-Schröder-Gymnasium – in die Eversbuschstraße 18 um.
50 Jahre nach der Gründung führte es 2017 den naturwissenschaftlichen Zweig ein. Dadurch erhöhte sich innerhalb weniger Jahre die Schülerzahl von 850 auf über 1200, so dass es teilweise siebenzügige Jahrgangsstufen gab.
Zu Beginn des Schuljahrs 2020/21 wurde Leopold Klotz als Schulleiter in den Ruhestand verabschiedet, sein Nachfolger Gerhard Tietz ist seitdem Direktor.
Die ursprüngliche Schule bestand aus den drei Gebäuden A-, B- und C-Bau und einer Zweifeldhalle. Später folgten der N-Bau, der P-Bau und der E-Bau und in den 1990er Jahren entstand die Dreifachturnhalle an der Kriemhildenstraße. Es existieren als Aufenthaltsmöglichkeiten die Schulbibliothek mit mehr als 20.000 Bänden mit einem Spiel- und Lesebereich, ein Kollegstufenraum und zahlreiche Sitzecken. Die Essensversorgung der Schüler findet in einer neu errichteten Mensa statt.

## Programm
- In einem bilingualen Französisch-Zug werden die Sachfächer teilweise in Französisch unterrichtet und Konversationsunterricht findet durch eine Lehrkraft mit Französisch als Muttersprache statt.
- Das Ganztagsangebot für die 5. und 6. Jahrgangsstufe ist optional.
- Wahlunterricht gibt es in Informatik, Textverarbeitung, Gestaltung der Schulwebsite, Schulspiel, Big Band, Chor, Orchester, Geigen-/ Cello-/ Trompetenunterricht, Sportklettern und andere.
- Sport-AGs existieren für Badminton, Fußball, Volleyball, Basketball, Tischtennis, Fitnesstraining, Bewegungstheater, Sportklettern und Gymnastik.

## Erwähnungen
- Mitglied in einem Pilotprojekt zur Förderung hochbegabter Schüler[8]
- Annahme eines Amoklaufes 15 Tage nach Amoklauf in Winnenden[9]

## Bekannte Schüler
- Gabriele Hooffacker (* 1959), Professorin für Kommunikationswissenschaften in Leipzig
- Wolfram Winkel (* 1970), Professor für Pauke und Schlagzeug, Methodik und Didaktik, Rhythmikstudien, Kammermusik
- Eva-Christina Kraus (* 1971), Kunsthistorikerin und Museumsleiterin
- Nina Maag, geb. Müller (* 1972), Filmproduzentin
- Daniel Grossmann (* 1978), Dirigent und Musiker, Pate des Käthe Kollwitz Gymnasiums in der Initiative “Schule ohne Rassismus”
- Irina Kurbanova (* 1995), Schauspielerin
- Nike Seitz (* 2004), Kinderdarstellerin